# Els mots (llibre)
Els Mots (en francès: Les Mots) és l'autobiografia del filòsof i escriptor francès Jean-Paul Sartre, escrita el 1963.

## Estructura i presentació
El text es divideix en dues parts de llargada similar, titulades "Llegint" i "Escrivint". Tanmateix, segons l'estudiós francès Philippe Lejeune, aquesta divisió és tan sols una qüestió d'aparença, ja que no afecta la progressió cronològica del text. En lloc d'això, considera més adequat dividir el text en cinc parts o "actes":
- El primer acte presenta, de manera cronològica, la "prehistòria" de la infantesa i l'origen familiar de Sartre.
- El segon acte relata els diferents papers que Sartre s'assignava a si mateix dins la reclusió en un món imaginari, fet possible per la seva família.
- El tercer acte reconta el moment en què pren consciència de la seva impostura, la seva pròpia contingència, por a la mort i la lletjor (idees que s'emmarquen en el context de la seva filosofia existencialista).
- El quart acte consisteix en el desenvolupament d'una nova impostura, en què Sartre adopta diferents estils d'escriptura.
- Al cinquè acte, Sartre relata la seva pròpia delusió, la qual considera la font del seu dinamisme. En aquesta part anuncia l'escriptura d'un futur segon llibre, que no arribaria mai a completar.

En un primer moment, Sartre va pensar en Jean sans terre com a títol alternatiu.